# Гримм, Берт

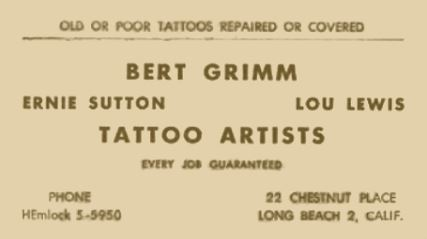
Визитная карточка мастера

Берт Гримм (англ. Bertram Cecil Grimm; 8 февраля 1900, Спрингфилд, Миссури — 15 июня 1985, Уоррентон, Орегон) — известный американский татуировщик, пионер индустрии тату и традиционного стиля татуировки. Среди его клиентов были Бонни и Клайд и Красавчик Флойд. Считается одним из самых долгоработавших татуировщиков в мире, проработав более 70 лет.

## Биография
Берт Гримм, сын Джона Элмера Рирдона (1862—1945) и его жены Кэрри Элизабет (1863—1923), вырос в Портленде. Время, когда он изменил имя, не задокументировано. У него было одиннадцать братьев и сестер. В 1931 году женился.
В возрасте 11 лет Берт уже посещал тату-салоны в Портленде. В то время портовый город Портленд был местом сосредоточения тату-мастеров северо-западного побережья США. К 12 годам приобрел свою первую тату-машинку, тем самым положив начало своей карьере татуировщика, охватившей большую часть XX-го века. В начале своей карьеры тату-мастера работал вместе с передвижным ковбойским шоу Buffalo Bill Wild West Show, благодаря чему объехал множество городов США, до момента основания своей студии «Bert Grimm’s World Famous Tattoo».
Вероятно, больше всего прославился благодаря работе в своем салоне «Nu Pike» расположенном в Лонг-Бич, Калифорния с 1950-х до конца 60-х годов, с 2004 года там находится музей его творчества.
В разное время работал в Портленде, Солт-Лейк-Сити, Лас-Вегасе, Лос-Анджелесе, Чикаго, Гонолулу и даже в Китае. Считается учителем таких мастеров тату как Лайл Татл и Дон Эд Харди.
В конце жизни поселился на берегу моря в маленьком городке Сисайд штата Орегон, где вплоть до самой смерти делал татуировки.

## Избранная библиография
- Margo De Mello: Inked: Tattoos and Body Art around the World. ABC-CLIO 2014, ISBN 1-61069-076-1, S. 252.
- Albert L. Morse: The Tattoists, 1st Edition 1977, ISBN 0-918320-01-1, S. 6.
- Jason Brooks: Legends: Tattoo Flash Book. Greg Geisler 2013, ISBN 0-615-76726-5.
- Thomas Albright: Art in the San Francisco Bay Area, 1945—1980: An Illustrated History. University of California Press 1985, ISBN 0-520-05193-9, S. 319.